# شرم مهار
شرم مهار مُسطح مائي، يطلع على البحر الأحمر.
يقع شرم مهار في نهاية الساحل الشمالي لمنطقة المدينة المنورة في وسط جبل جره المشرف على ساحل البحر الأحمر. وقد استغل وادي اركة الصدع العرضي الذي يقطع الجبل إلى نصفين في تعميق مجراه عند خط الصدع خلال الانخفاض الأخير لمستوى سطح البحر المرافق للجليدية الأخيرة. وقد قام وادي اركة بردم معظم الشرم ولم يتبق منه سوى مئات الأمتار عند خط الساحل، والقطع الرأسي العميق للجبل لا يزال مثيرًا للانتباه.